# Rellanos
Rellanos (oficialmente en asturiano: Reḷḷanos) es una aldea y una parroquia española del concejo de Tineo, en Asturias. 

## Geografía
La parroquia se sitúa en el extremo noroeste del concejo.

## Historia
Hacia mediados del siglo XIX, la parroquia, ya por entonces perteneciente al municipio de Tineo, tenía contabilizada una población de 398 habitantes. Aparece descrita en el decimotercer volumen del Diccionario geográfico-estadístico-histórico de España y sus posesiones de Ultramar de Pascual Madoz con las siguientes palabras:

RELLANOS (San Francisco de Paula): felig. en la prov. y dióc. de Oviedo (13 leg.), part. jud. de Cangas de Tineo (6), ayunt. de Tineo (4). sit. en la parte mas occidental del ayunt. y confines con el de Navia: clima sano. Tiene unas 80 casas en el l. de su nombre y en los de Candanedo, Guzal, Ciaran, Ferrería, Llaneces, Paradiella, Tejedal y Vallina. La igl. parr. (San Francisco de Paula) se halla servida por un cura de ingreso y patronato real. Tambien hay 3 ermitas propias del vecindario. Confina N. felig. de Navaral; E: las de Navelgas y Zardain; S. la de Collada, y O. las de Ponteciella y Parlero. El terreno comprende mas monte que llano, el primero es muy fragoso y quebrado especialmente hácia el O.; le baña un riach. que se dirige al E. prod.: centeno, maiz, mijo, robles, hayas, acebos, madroños y abundantes pastos; se cria ganado vacuno, de cerda, lanar y cabrío; caza de perdices, liebres, corzos, cabras monteses y jabalíes. pobl.: 86 vec., 398 alm. contr.: con su ayunt. (V.).
(Madoz, 1849, p. 409)

## Demografía
En 2024, la entidad colectiva de población de Rellanos tenía empadronados 86 habitantes, repartidos entre las entidades singulares de población de Bullacente (con 14), Burgazal (con 3), La Cerezal (con 7), Coldobrero (con 22), La Leirosa (despoblado), Llaneces Rellano (despoblado), Parada (con 12), Paradiella (con 5), La Peral (con 2), Rellanos (con 13), La Tejedal (con 5) y Vallinaferrera (con 3).